# Пронькино (Бугурусланский район)
Пронькино — село в Бугурусланском районе Оренбургской области в составе Михайловского сельсовета.

## География
Находится на расстоянии примерно 16 километров на северо-восток от центра города Бугуруслан.

## История
Село  основано  в  80-е  годы  XVIII века. Названо по имени первопоселенца Вдовина Прони  из  Пензенской  губернии. Несколько  позже, в  поисках свободных  земель, приехали  сюда  еще  несколько  мокшанских  семей  из  Пензы. Жители  на  верхнем  конце  села  говорили  на  эрзянском  языке,  а  на  нижнем  конце  на  мокшанском. В  селе  до  1929  года  было  около  900  крестьянских  дворов. После  1905 года  была  построена  и   освещена  церковь (закрылась  в  1918 году). В советское время работали колхозы «Путь  Сталина», им. Блюхера, им. Чкалова, им. Фрунзе, «Победа», «Восход».

## Население
Население составляло 624 человека в 2002 году (русские 32%, мордва 60%), 494 по переписи 2010 года.